# Makrinitsa (Volos)
Makrinitsa (griechisch Μακρινίτσα bis 1940 Makrynitsa Μακρυνίτσα (f. sg.)) ist eine Ortschaft, die nach der Kallikratis-Reform zur Gemeinde Volos im Regionalbezirk Magnisia gehört und auf dem Gebirgszug Pilio oberhalb von Volos liegt. Sowohl ihre Lage als auch ihre Geschichte und die historischen Gebäude machten diese Ortschaft bekannt.

## Lage
Makrinitsa ist etwa 10 km von der Hafenstadt Volos entfernt und liegt durchschnittlich 850 m über dem Meeresspiegel an den Westhängen des Pilio Gebirges, nördlich von Volos. Dieser Lage und der fantastischen Sicht über den Golf von Volos verdankt der Ort auch die Bezeichnung „Balkon von Pilio“ (μπαλκόνι του Πηλίου). Man erreicht Makrinitsa direkt über eine Straße von Volos oder über die Verbindungsstraße vom benachbarten Portaria aus.

## Geschichte
Makrinitsa wurde nach dem Anfang des 13. Jahrhunderts gegründeten Kloster Moni Panagia tis Makrinitsas benannt, das auch Theotokou tis Oxias Episkepseos (Παναγίας της Μακρινίτισας ή της Θεοτόκου της Οξείας Επισκέψεως) hieß. Der Ort wurde anfangs von Personen bewohnt, die für das Kloster arbeiteten. Obwohl dieses im 17. Jahrhundert verwaiste und verfiel, blieb Makrinitsa als Ortschaft bestehen und wurde gegen Ende des 18. Jahrhunderts das größte Dorf der im Osmanischen Reich bestehenden Vakoufi (βακούφι)-Gebiete in Pilio. Sultan Mehmed der Vierte hatte verschiedene Dörfer Pilios seiner Mutter als Vakoufi (oder Waqfs) geschenkt, wodurch diese Dörfer Privilegien erhielten; sie zahlten weniger Steuern an das Osmanische Reich und gleichzeitig lag ihre Verwaltung in den Händen von Stadträten. Zeugen dieser Blütezeit sind die auch heute noch erhaltenen, traditionellen Herrenhäuser. Damals wohnten zeitweise 4.500 Menschen in Makrinitsa, mehr als in der benachbarten Hafenstadt Volos.
Die Bewohner Makrinitsas nahmen ab 1821 aktiv am Kampf um die Unabhängigkeit Griechenlands vom Osmanischen Reich teil. Dort fand 1878 eine wichtige Schlacht Magnisias gegen die Türken unter der Anführerin Margarita Basdeki statt. Während der Kämpfe wurde der englische Philhellene und Times-Journalist Charles Ogle von türkischem Feuer getroffen. Es war der erste dokumentierte Tod eines Journalisten und Kriegsberichterstatters in Griechenland. Die Aufständischen mussten sich zwar ergeben, jedoch wurde Makrinitsa drei Jahre später als Teil Thessaliens in den noch jungen griechischen Staat integriert.
Das Sturmtief Daniel zerstörte durch Starkregen und den Berg herunterfließende Wassermassen im September 2023 die Zufahrtsstraßen nach Makrinitsa und richtete große Schäden an vielen Gebäuden an.

## Verwaltungsgliederung und Bevölkerungsentwicklung
Mit dem Anschluss Thessaliens an das Königreich Griechenland bildete Makrynitsa von 1883 an bis 1912 zusammen mit einigen benachbarten Dörfern die Gemeinde Makrynitsa. Nach einer weitreichenden Gebietsreform der Regierung Eleftherios Venizelos wurde diese Gemeinde in sechs Landgemeinden aufgetrennt. Die Umbenennung von Makrynitsa nach Makrinitsa erfolgte 1940. Seit der Kallikratis-Reform bildet Makrinitsa einen Gemeindebezirk in der Gemeinde Volos. Bei der Volkszählung von 2021 lebten 353 Menschen in Makrinitsa.
| Jahr      | 1907  | 1928  | 1940  | 1951  | 1961 | 1971 | 1981 | 1991 | 2001 | 2011 | 2021 |
| Einwohner | 4.900 | 2.313 | 1.877 | 1.013 | 655  | 492  | 546  | 651  | 898  | 694  | 353  |

## Wirtschaft
Während der türkischen Herrschaft wurde Makrinitsa für die Kultivierung von Seidenwürmern und die Bearbeitung von Leder berühmt und erfuhr dadurch einen wirtschaftlichen Aufschwung.
Nach dem Zweiten Weltkrieg änderte sich die Erwerbstätigkeit der Bevölkerung und Makrinitsa öffnete sich dem Tourismus. Heute lebt der Ort von seinen zahlreichen Besuchern, die sowohl in den Pensionen und Hotels übernachten, als auch Souvenirs in den kleinen Geschäften kaufen. Durch den frühen Schutz der traditionellen Bauten, die vielen Brunnen und die für den Autoverkehr gesperrten Gassen mit Steinpflaster erfreut sich Makrinitsa bis heute großer Beliebtheit bei Touristen.

## Sehenswürdigkeiten
Außer der charakteristischen Architektur der Herrenhäuser, die während des Osmanischen Reichs im 19. Jahrhundert in der traditionellen Bauweise von Pilio errichtet wurden, hat der Ort mehrere alte Kirchen, besonders wichtig ist die auf dem zentralen Dorfplatz erbaute Kirche Agios Ioannis Prodromou (Ιερός ναός Αγίου Ιωάννου Προδρόμου (1806)) und die Kirche Kimiseos tis Theotokou (Ιερός Ναός Κοιμήσεως της Θεοτόκου), die aus Baumaterial des zerfallenen Klosters Theotokos tis Oxias Episkepseos 1767 neu erschaffen wurde.
Noch erhalten ist die alte Wandbemalung des griechischen Malers Theofilos in einem Kafenio, die ein Fest im Lager der griechischen Freiheitskämpfer um ihren Anführer Katsantonis zeigt. Das Kafenio-Gebäude gehört der Gemeinde und ist wegen des Kunstwerks denkmalgeschützt. Außerdem befinden sich zwei kleine Museen in Makrinitsa: das Museum der byzantinischen Kunst Makrinitsa (Βυζαντινό Μουσείο Μακρινίτσας), das alte Ikonen und andere historische Kirchenschätze zeigt, sowie das Volkskunde Museum im 1844 erbauten Herrenhaus Topalis (Αρχοντικό Τοπάλη (Λαογραφικό Μουσείο Μακρινίτσας)), in dem historische Malereien und Fotografien, Trachten, Keramik, Haushaltsgeräte und Werkzeuge ausgestellt sind.

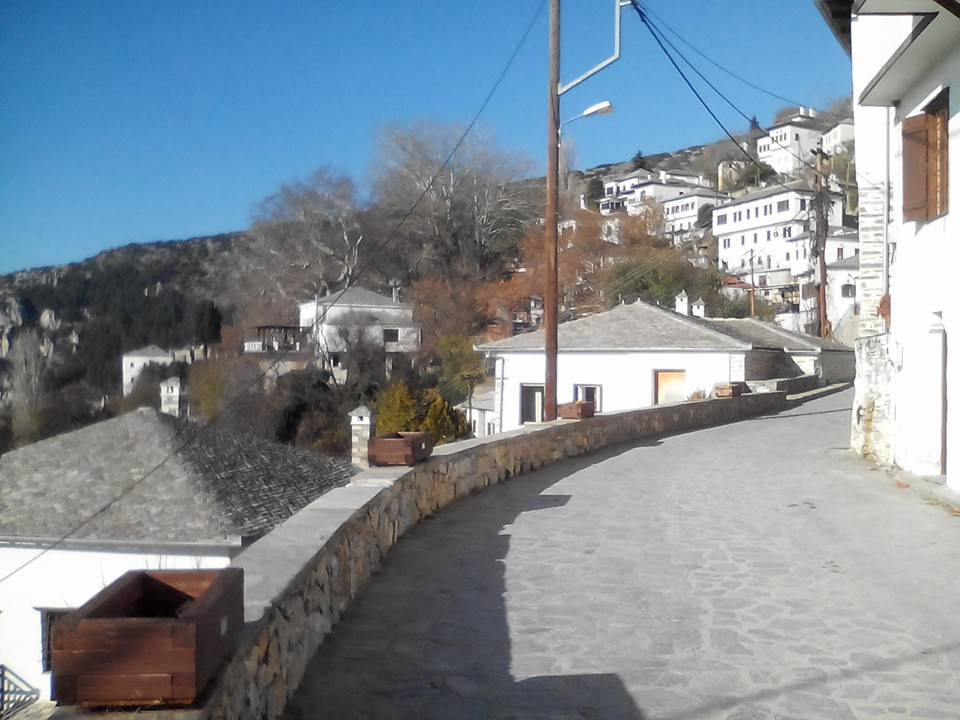
Makrinitsa
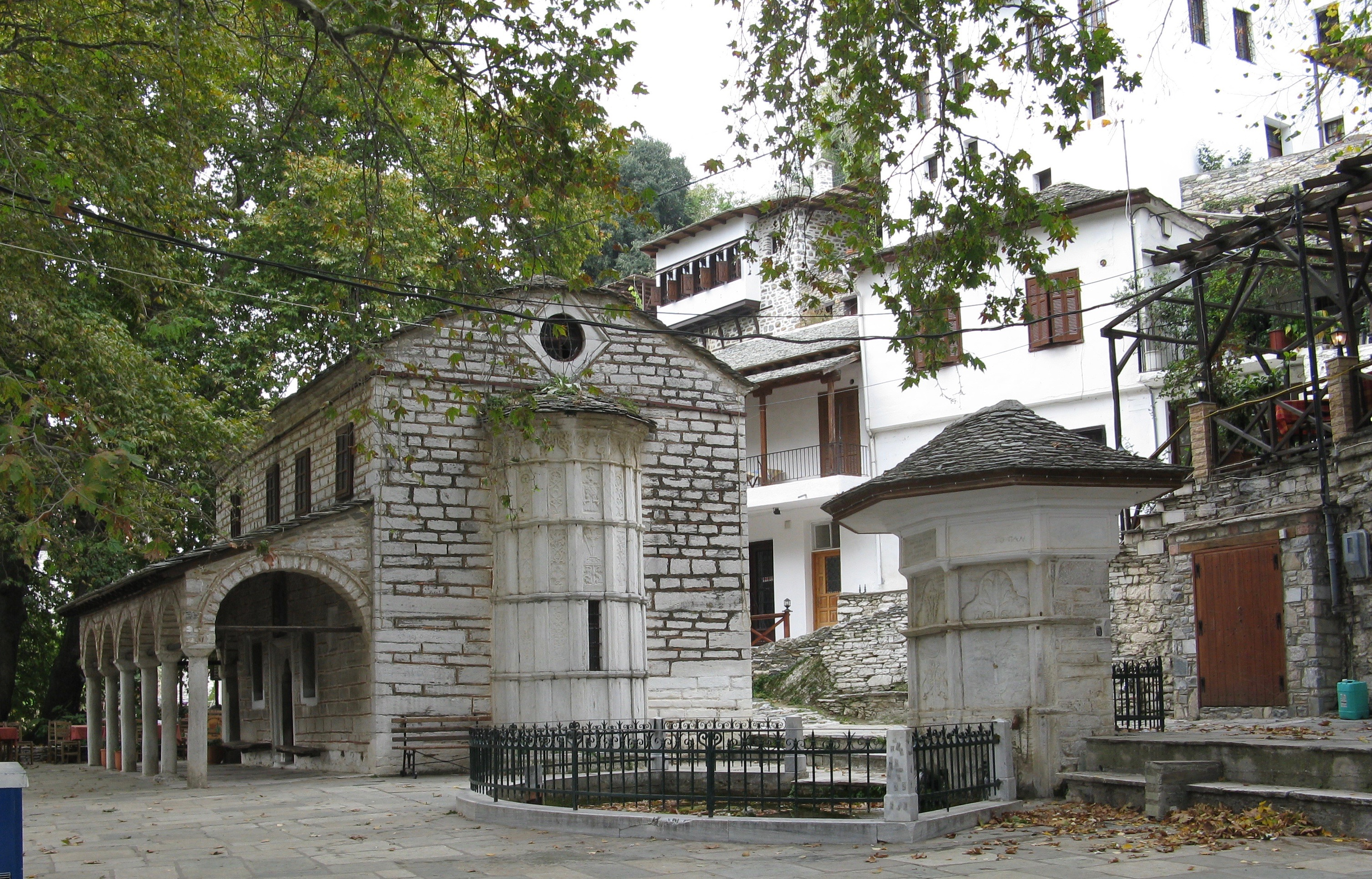
Kirche Agios Ioannis Prodromou
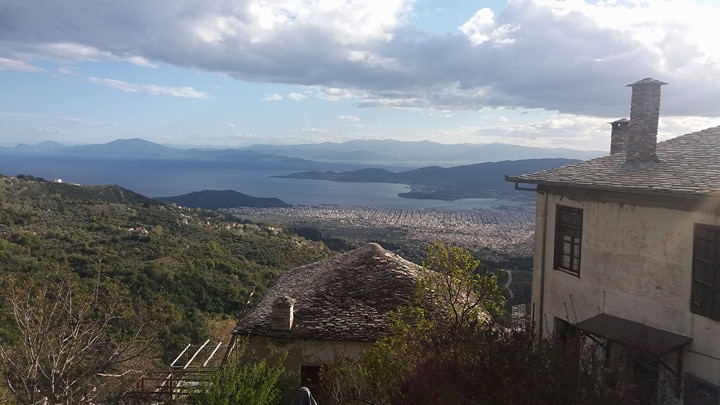
Volos von Makrinitsa aus gesehen
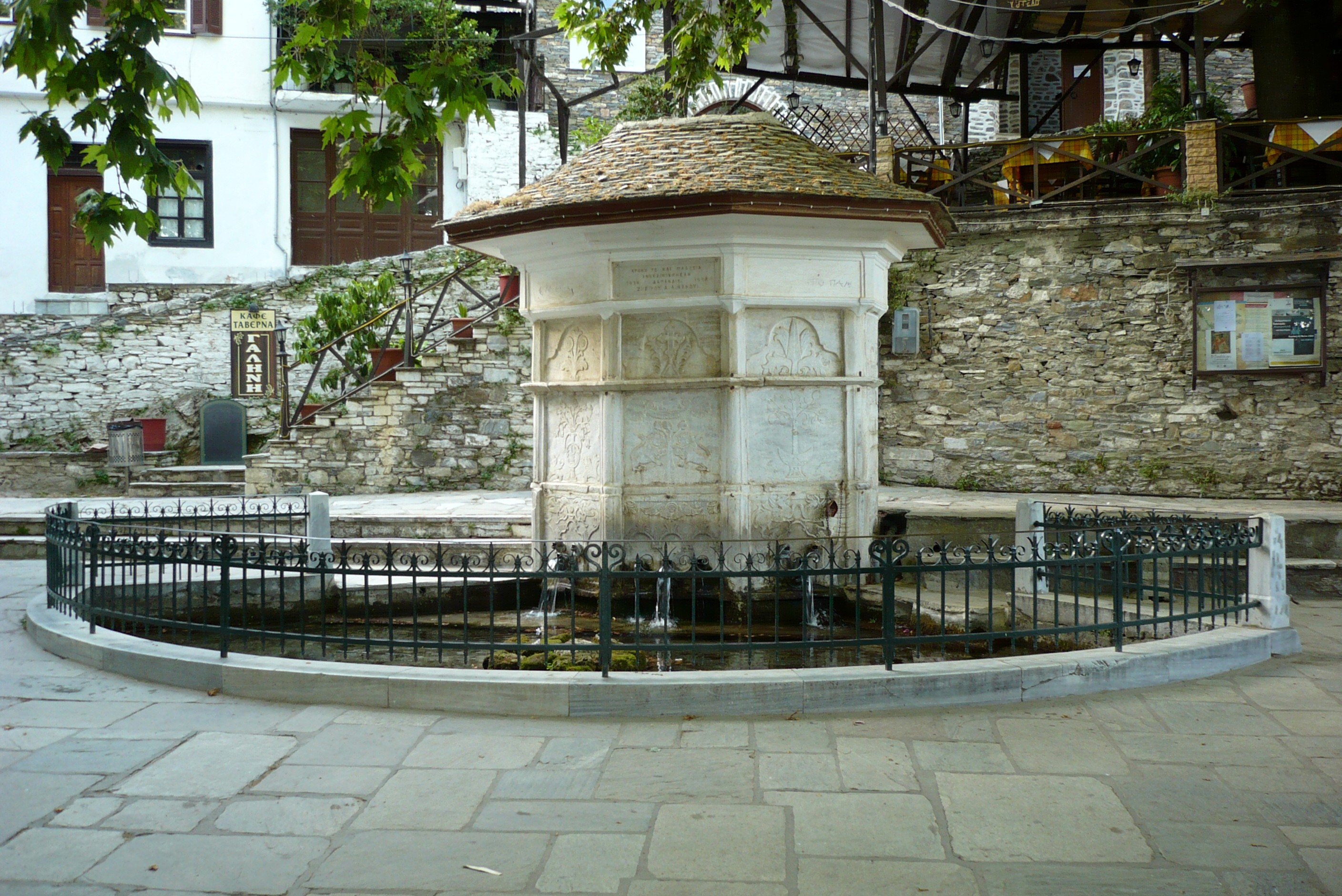
Brunnen am Dorfplatz
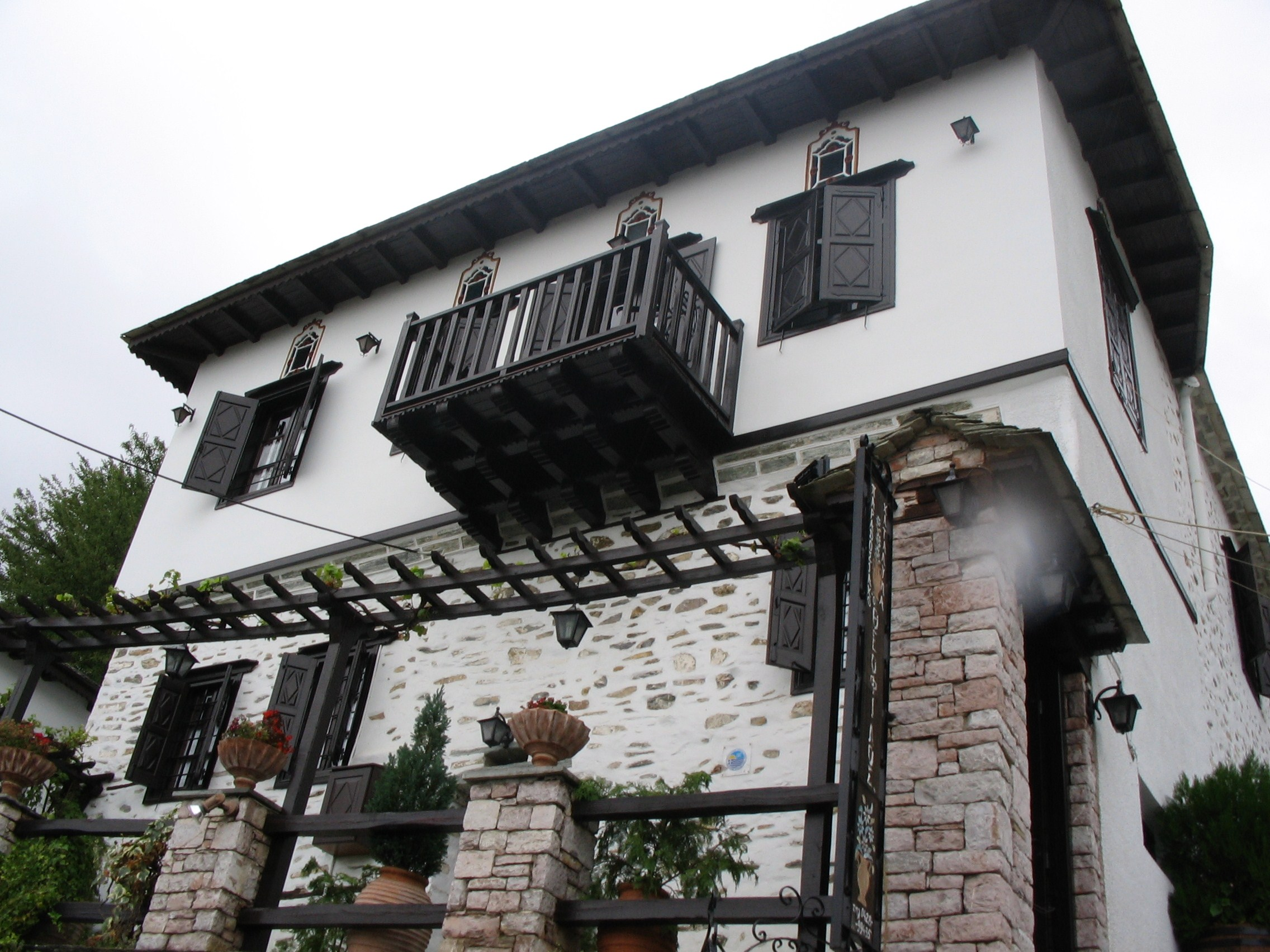
Herrenhaus
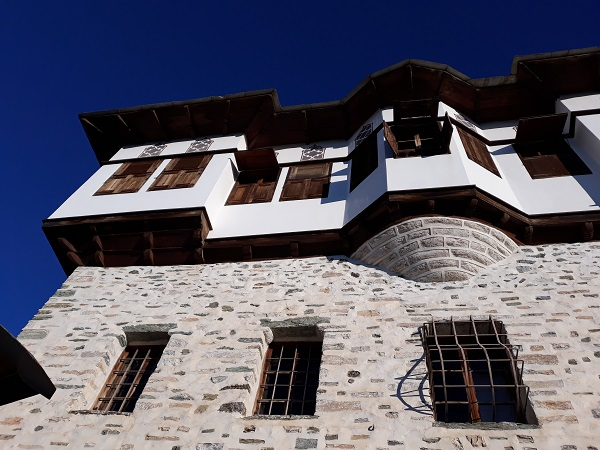
Herrenhaus
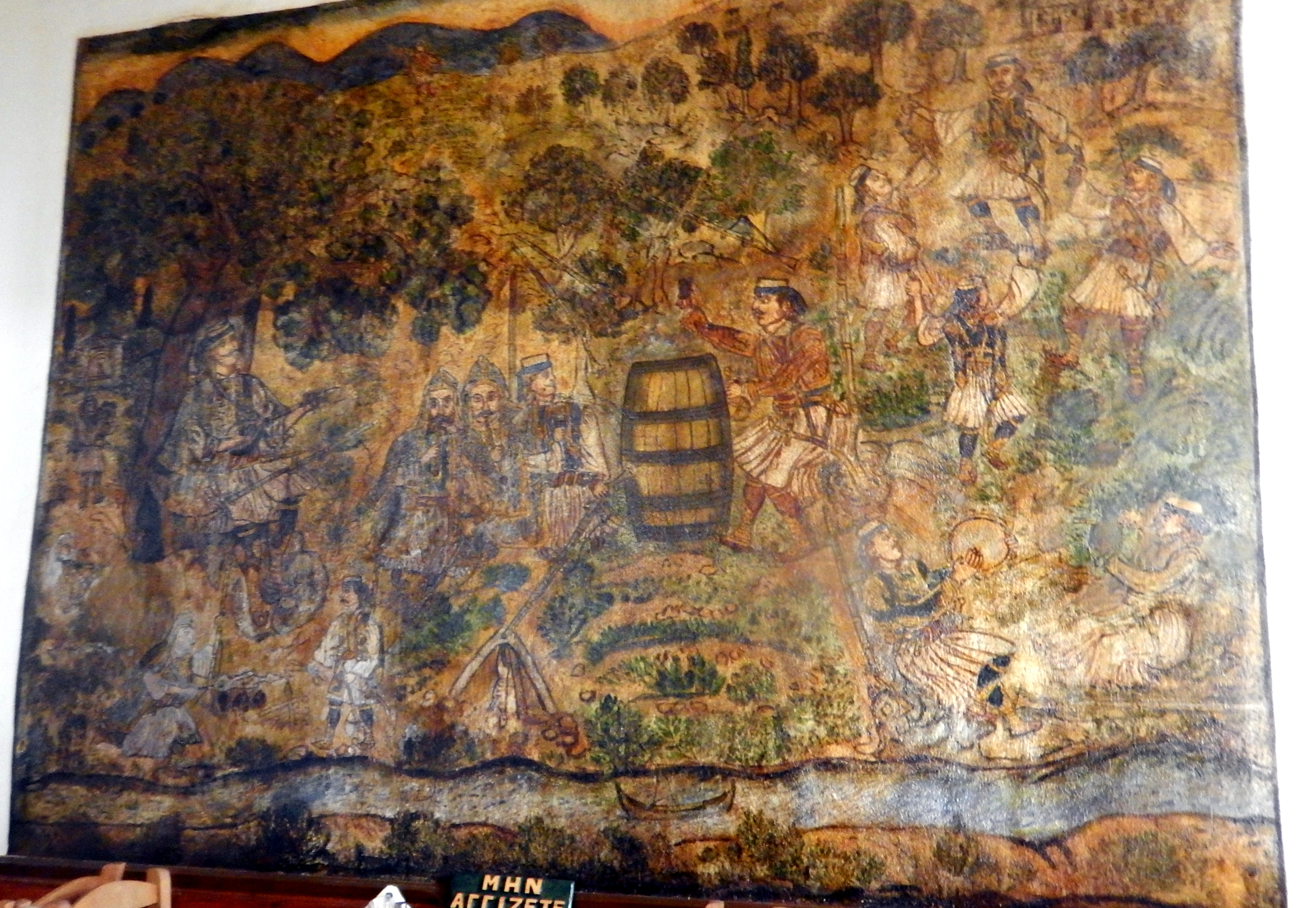
Wandmalerei von Theofilos